# Tenis ziemny na Letnich Igrzyskach Olimpijskich Młodzieży 2018
Tenis ziemny na Letnich Igrzyskach Olimpijskich Młodzieży 2018 – turniej tenisowy, który był rozgrywany w dniach 7–14 października 2018 roku podczas igrzysk w Buenos Aires. Zawodnicy zmagali się na obiektach Buenos Aires Lawn Tennis Club. 32 tenisistów i 32 tenisistki rywalizowało w pięciu konkurencjach: singlu i deblu mężczyzn i kobiet oraz w grze mieszanej.

## Medaliści
Poczet medalistów zawodów tenisowych podczas Letnich Igrzyskach Olimpijskich Młodzieży 2018.
| Konkurencja              | Złoty medal                        | Srebrny medal                             | Brązowy medal               |
| Gra pojedyncza chłopców  | Hugo Gaston                        | Facundo Díaz Acosta                       | Gilbert Klier Júnior        |
| Gra pojedyncza dziewcząt | Kaja Juvan                         | Clara Burel                               | María Camila Osorio Serrano |
| Gra podwójna chłopców    | Sebastián Báez Facundo Díaz Acosta | Adrian Andreew Rinky Hijikata             | Hugo Gaston Clément Tabur   |
| Gra podwójna dziewcząt   | Kaja Juvan Iga Świątek             | Yūki Naitō Naho Satō                      | Wang Xinyu Wang Xiyu        |
| Gra mieszana             | Yūki Naitō Naoki Tajima            | María Camila Osorio Serrano Nicolás Mejía | Clara Burel Hugo Gaston     |

### Tabela medalowa
Klasyfikacja medalowa zawodów tenisowych podczas Letnich Igrzyskach Olimpijskich Młodzieży 2018.
| Miejsce | Państwo          | Złoto | Srebro | Brąz | Razem |
| ------- | ---------------- | ----- | ------ | ---- | ----- |
| 1.      | Francja          | 1     | 1      | 2    | 4     |
| 2.      | Argentyna        | 1     | 1      | 0    | 2     |
| 2.      | Japonia          | 1     | 1      | 0    | 2     |
| –       | Drużyna mieszana | 1     | 1      | 0    | 2     |
| 4.      | Słowenia         | 1     | 0      | 0    | 1     |
| 5.      | Kolumbia         | 0     | 1      | 1    | 2     |
| 6.      | Brazylia         | 0     | 0      | 1    | 1     |
| 6.      | Chiny            | 0     | 0      | 1    | 1     |
|         | Razem            | 5     | 5      | 5    | 15    |